# Marian Skierczyński
Marian Skierczyński (ur. 4 września 1900 w Radomiu, zm. 9 sierpnia 1983 w Warszawie) – major saperów Wojska Polskiego, lekkoatleta.

## Życiorys
Urodził się 4 września lub października 1900 w Radomiu lub Glinicach. Syn Władysława i Józefy z Wdowików.
Był uczniem Rządowej Szkoły Handlowej w Kiszyniowie, członkiem skautingu, od 1917 należał do Związku Polaków w Kiszyniowie. W tym samym roku wstąpił jako ochotnik do II Korpusu Polskiego. Po bitwie pod Rarańczą dostał się do niewoli, z której zbiegł i wstąpił do 13 pułku strzelców pieszych 4 Dywizji Strzelców Polskich. Walczył z bolszewikami m.in. pod Stawropolem i Odessie. W czerwcu 1919 powrócił z dywizją do Polski.
9 lipca 1919 został przyjęty do Wojska Polskiego w stopniu kaprala. Służył w 28 pułku Strzelców Kaniowskich, walczył w wojnie polsko-bolszewickiej. 25 lutego 1920 został skierowany do Szkoły Podchorążych Piechoty, 20 lipca 1920 do Obozu Szkolnego Saperów. Po ukończeniu szkoły został 23 listopada 1921 awansowany na stopień porucznika w korpusie oficerów inżynierii i saperów ze starszeństwem z dniem 1 września 1920. 1 grudnia 1921 został skierowany do 4 pułku saperów w Sandomierzu. 1 stycznia 1923 został awansowany na stopień porucznika.
We wrześniu 1925 ożenił się z Haliną Różycką (1905–1978), siostrą Jerzego Różyckiego, matematyka i kryptologa. Mieli dwoje dzieci: Wandę i Marka.
Jako oficer 4 pułku saperów został przydzielony do Centralnej Szkoły Wojskowej Gimnastyki i Sportów w Poznaniu, w której ukończył roczny Oficerski Kurs Wychowania Fizycznego 1926/1927. Następnie został wyznaczony przez Polski Komitet Olimpijski na Kurs Przedolimpijski Lekkiej Atletyki 1927. W CWSzGiS pozostał od lipca 1927 jako instruktor i wykładowca na kolejnych Oficerskich Kursach Gimnastyki Sportowej oraz Wychowania Fizycznego, wykładając boks, lekkoatletykę, prowadząc zajęcia i ćwiczenia z walki wręcz, walki bagnetem. Działał m.in. na rzecz rozwoju ju-jitsu w Polsce. Reprezentując AZS Warszawa, startował i zdobywał medale w zawodach krótkodystansowych i sztafetach w lekkoatletyce podczas mistrzostw Polski (reprezentując AZS Warszawa) i mistrzostw armii. W 1929 startował w zawodach w Bernie.
Z Poznania przeszedł do służby w utworzonym w 1929 Centralnym Instytucie Wychowania Fizycznego w Warszawie, gdzie służył do 1933. Został awansowany na stopień kapitana w korpusie oficerów inżynierii i saperów ze starszeństwem z dniem 1 stycznia 1932.
Od 1933 służył w 4 Batalionie Saperów, od listopada 1934 w Dowództwie Saperów Ministerstwa Spraw Wojskowych, od listopada 1937 w 8 batalionie saperów. 28 listopada 1937 został dowódcą Ośrodka Sapersko-Pionierskiego 23 Górnośląskiej Dywizji Piechoty. 19 marca 1939 został awansowany do stopnia majora i mianowany dowódcą 23 batalionu saperów. Jednostką dowodził po wybuchu II wojny światowej w trakcie kampanii wrześniowej. W dniach 11–12 września 1939 kierował budową mostu polowego na Wiśle pod Baranowem, który umożliwił wycofanie się oddziałom Grupy Operacyjnej „Jagmin” dowodzonej przez Jana Jagmin-Sadowskiego. Za operację tę został przez Prezydenta Augusta Zaleskiego odznaczony w 1970 Orderem Virtuti Militari V klasy.
Uczestniczył w bitwie pod Tomaszowem Lubelskim (21 września 1939), 25 września 1939 dostał się do niewoli niemieckiej, z której uciekł, jednak 7 października 1939 został aresztowany i osadzony w oflagu IX C Rotenburg, następnie Oflagu XI B Braunschweig i Oflagu II C Woldenberg. W tym ostatnim obozie uczestniczył w organizacji życia sportowego, był prezesem klubu sportowego Wawel, kierownikiem wyszkolenia Rady Wychowania Fizycznego. Uczestniczył w obozowej olimpiadzie w 1944. W 1945 został ewakuowany do Stalagu X B Sandbostel, następnie do Oflagu X C Lubeka, gdzie odzyskał wolność 2 maja 1945.
10 grudnia 1945 powrócił do Warszawy, zaangażował się w odbudowę Akademii Wychowania Fizycznego Józefa Piłsudskiego, gdzie był kierownikiem wyszkolenia praktycznego. Został zmuszony do odejścia z AWF na początku lat 50.

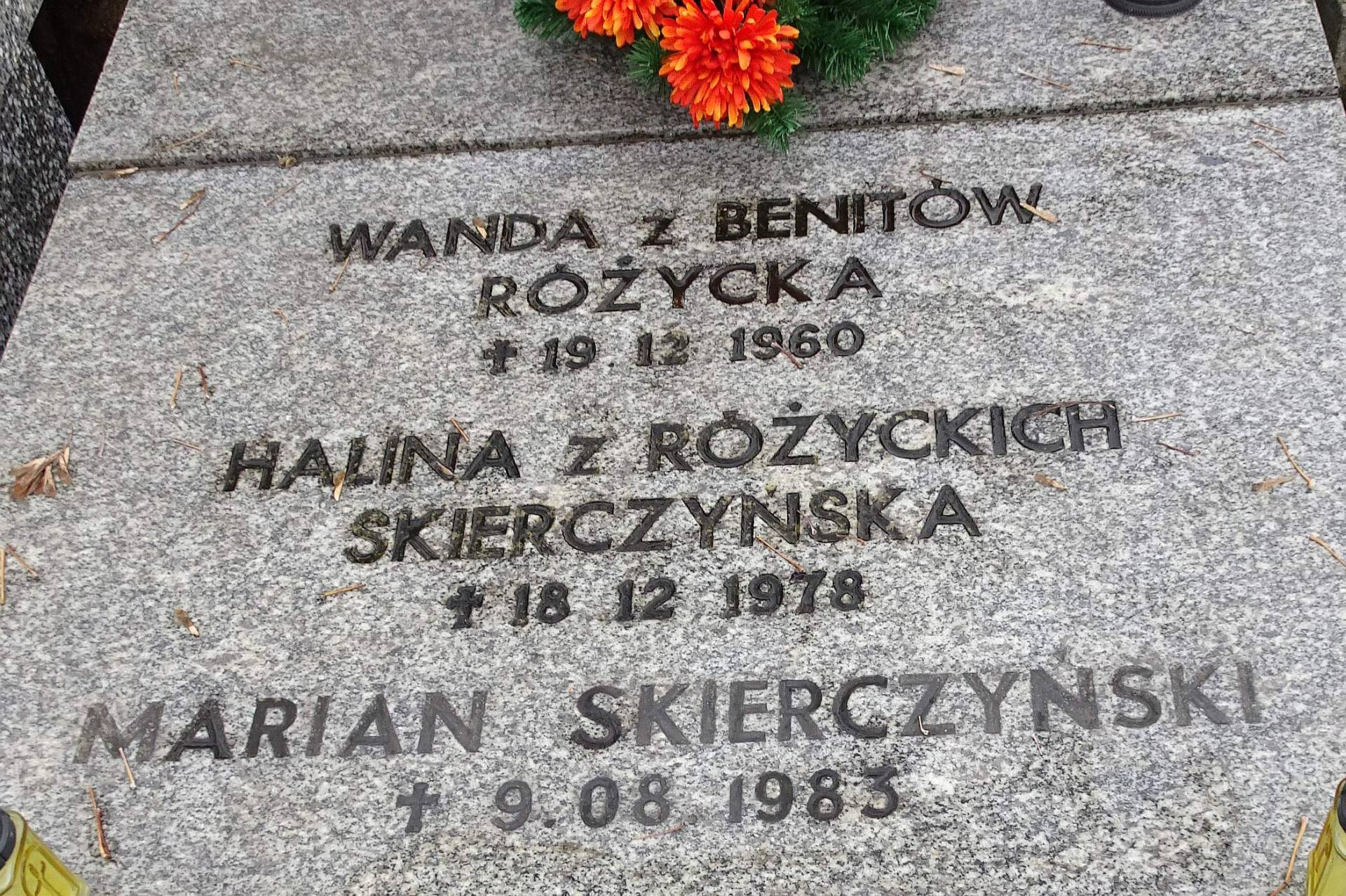

Zmarł 9 sierpnia 1983 w Warszawie. Został pochowany na Cmentarzu Bródnowskim.

## Ordery i odznaczenia
- Krzyż Srebrny Orderu Virtuti Militari (1970)[3]
- Krzyż Walecznych[3]
- Srebrny Krzyż Zasługi (16 marca 1933)[22]
- Medal Międzyaliancki (przed 1923)

## Publikacje
- Zabawy i gry ruchowe. Podręcznik metodyczny (1934)
- Wybijanka (1950)